# Nová Ves I

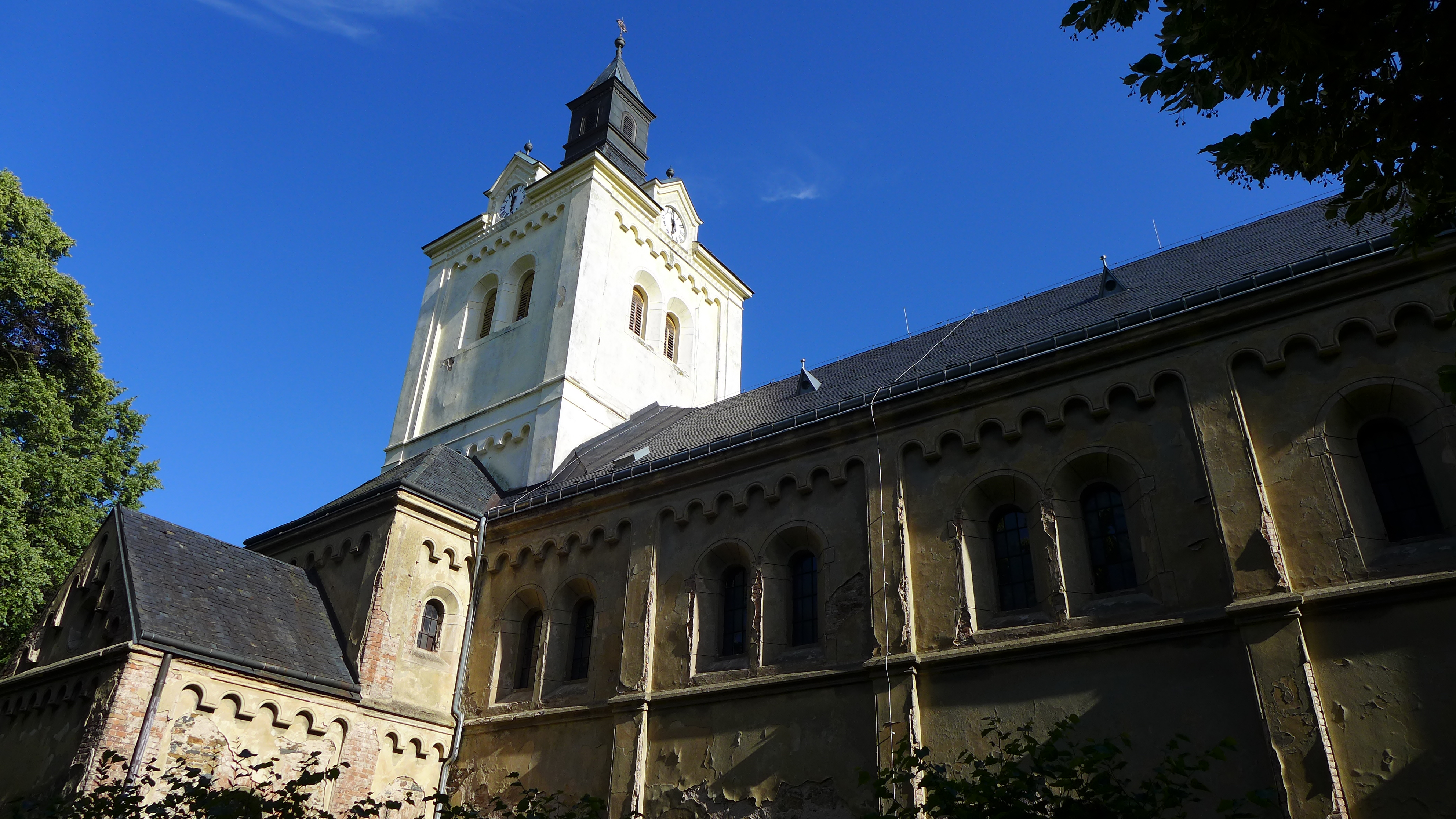
Kirche des hl. Wenzel

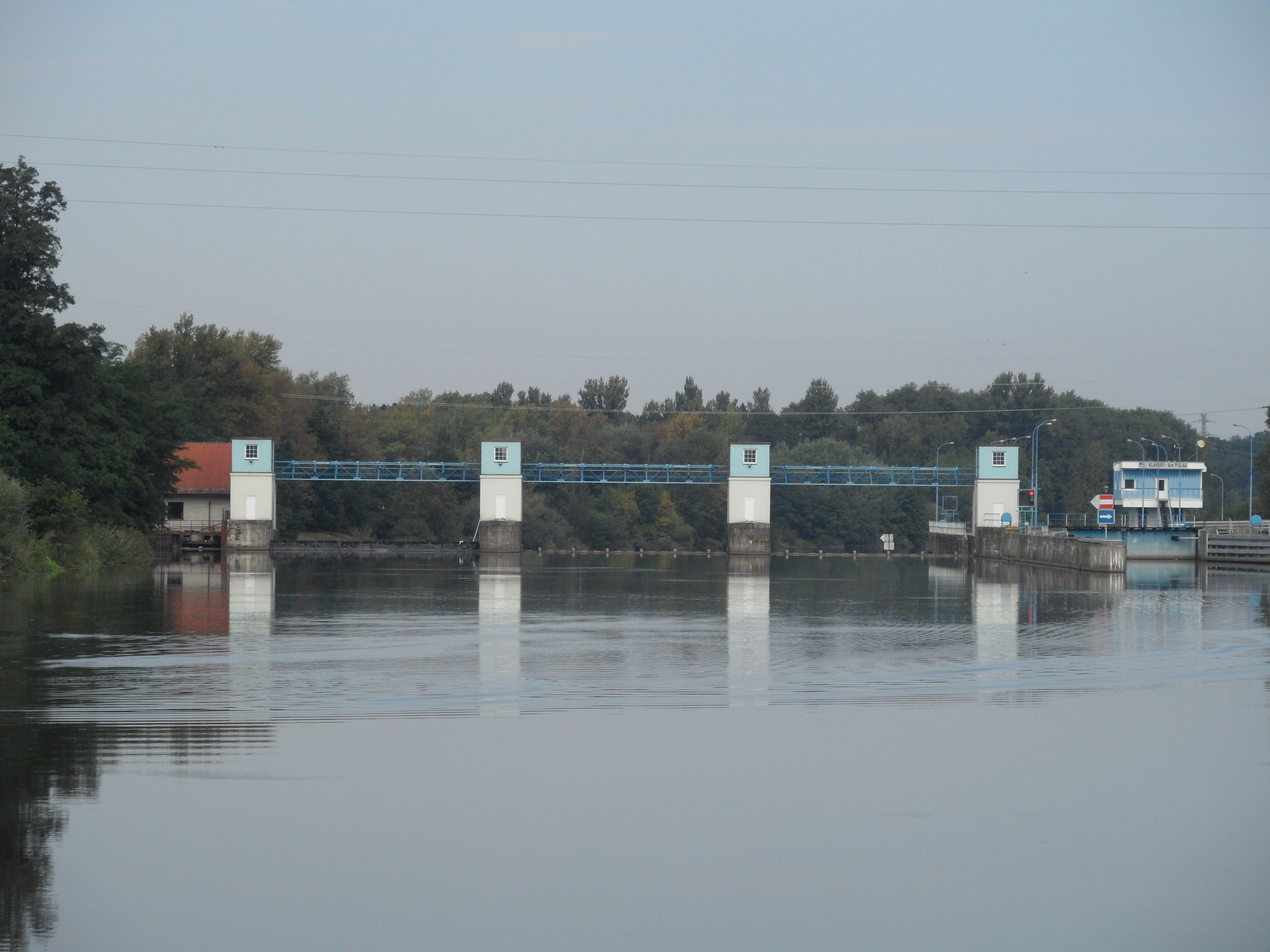
Schleuse Klavary

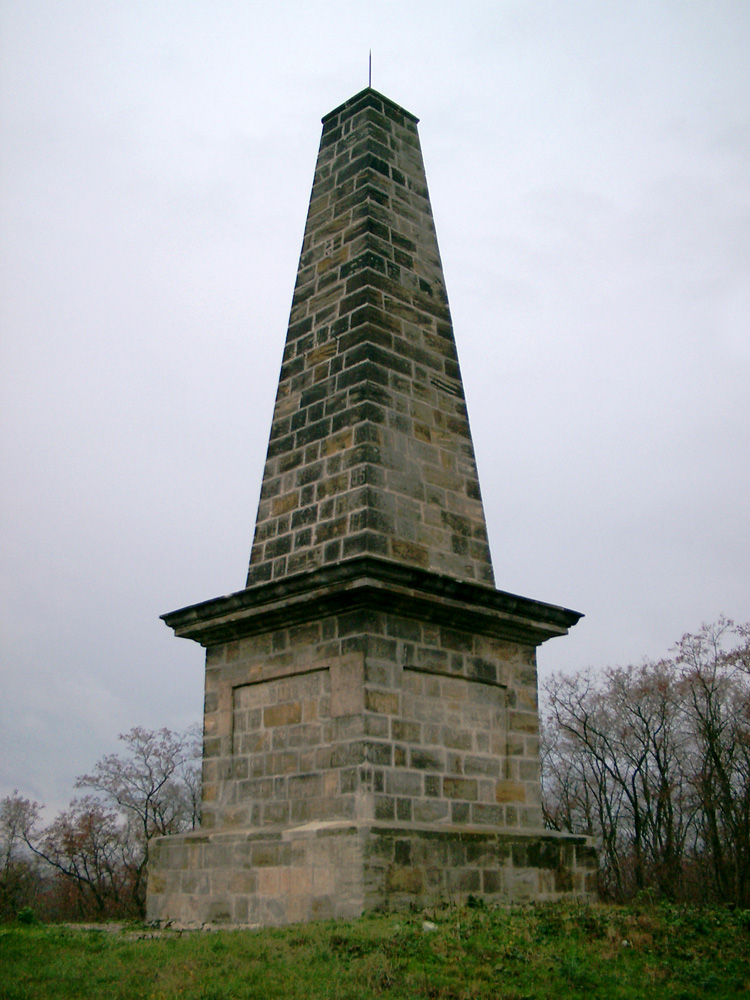
Denkmal der Schlacht bei Kolin auf dem Bedřichov

Nová Ves I (deutsch Neudorf) ist eine Gemeinde in Tschechien. Sie liegt fünf Kilometer nordwestlich des Stadtzentrums von Kolín und gehört zum Okres Kolín.

## Geographie
Nová Ves I befindet sich linksseitig der Elbe in der Středolabské tabule (Tafelland an der mittleren Elbe). Durch das Dorf führt die Staatsstraße I/38 zwischen Kolín und Nymburk. Am nordöstlichen Ortsrand verläuft die Bahnstrecke Česká Třebová–Praha, der dortige Haltepunkt trägt den Namen Nová Ves u Kolína. Im Südwesten erhebt sich der Bedřichov (Friedrichsberg, 279 m n.m.).
Nachbarorte sind Klipec und Pňov im Norden, Velký Osek, Jezeřany und Veltruby im Nordosten, Klavary, Hradišťko I und Krakorec im Osten, Ohrada und Peklo im Südosten, Štítary, Radovesnice I, Kutlíře und Kamhajek im Süden, Bříství, Chocenice und Zlaté Slunce im Südwesten, Vítězov im Westen sowie Velim, Horní Nouzov und Dolní Nouzov im Nordwesten.

## Geschichte
Nach der Kronyka Czeská des Václav Hájek z Libočan soll früher am Elbufer die Siedlung Serčov gestanden sein. Weil diese immer wieder von Hochwassern überflutet wurde, gaben die Bewohner sie auf und errichteten am Fuße des Hügels ein neues Dorf, das sie Nová Ves nannten.
Die erste urkundliche Erwähnung des Dorfes erfolgte im Jahre 1290, als Hynek von Dubá Nová Ves zusammen mit anderen Ortschaften an das Zisterzienserkloster Sedletz verkaufte. Die älteste Nachricht über die Pfarrer stammt von 1352. Nach der Zerstörung des Klosters durch die Hussiten im Jahre 1421 erhielt das Dorf weltliche Besitzer. König Sigismund schenkte Nová Ves 1437 an Bedřich von Strážnice, der das Dorf an seine Herrschaft Kolín anschloss. Einige der Höfe von Nová Ves befanden sich im Besitz anderer Adliger, darunter im Jahre 1587 Heinrich d. Ä. Materna von Květnice. Während des Dreißigjährigen Krieges verödete das Dorf. Die Pfarrei erlosch, die Kirche wurde zur Filiale der Pfarrei Alt Kolin. 1654 sind in der berní rula für Nová Ves 23 Anwesen aufgeführt, von denen sieben wüst lagen.
Während des Siebenjährigen Krieges trafen am 18. Juni 1757 auf den Höhen zwischen Nová Ves und Křečhoř die preußischen und österreichischen Truppen in der Schlacht bei Kolin aufeinander. König Friedrich II. befehligte dabei die preußische Armee vom Novoveský vrch aus. Nach der Schlacht erhielt der Hügel den Namen Bedřichov (König-Friedrichs-Berg). Im Zuge der Raabisation wurde der Meierhof Nová Ves aufgehoben, auf seinen emphyteutisierten Fluren wurden ab 1776 Dominikalhäuser errichtet. Zeitgleich wurde auf der Hutweide des Hofes das Dorf Schönweid (Ohrada) gegründet, ebenso am Fuße des Bedřichov entstand Siegfeld (Vítězov), dass seinen Namen nach der siegreichen Schlacht von 1757 erhielt. Kaiser Joseph II. ließ in Nová Ves eine Lokalie errichten. 1774 wurde eine Pfarrschule eröffnet.
Im Jahre 1843 bestand das im Kauřimer Kreis an der Nimburger Straße gelegene Dorf Neudorf bzw. Nowawes aus 67 Häusern, in denen 545 Personen, darunter 30 protestantische und eine jüdische Familie lebten. Ein Haus – die einschichtige Mühle Klawar an der Elbe – gehörte zur Herrschaft Cerhenitz. Unter obrigkeitlichem Patronat stand die Lokalkirche des hl. Wenzel, unter dem Patronat des Religionsfonds die Lokalie und die Schule. Außerdem gab es im Ort zwei Wirtshäuser. Das Sprengel der Lokalkirche umfasste die Orte Křečhoř, Schönweid, Břistew (Bříství), Grünberg (Kamhajek), Chotzenitz (Chocenice), Goldene Sonne (Zlaté Slunce) und Kutliř (Kutlíře). Der Amtsort war Kaisersdorf. Zwischen 1842 und 1845 erfolgte der Bau der k.k. Nördliche Staatsbahn. Bis zur Mitte des 19. Jahrhunderts blieb Neudorf der Herrschaft Kolin untertänig.
Nach der Aufhebung der Patrimonialherrschaften bildete Nová Ves ab 1849 mit dem Ortsteil Ohrada eine Gemeinde im Gerichtsbezirk Kolin. Ab 1868 gehörte das Dorf zum Bezirk Kolin. 1869 hatte Nová Ves 697 Einwohner und bestand aus 79 Häusern. Im Jahre 1900 lebten in Nová Ves 935 Menschen, 1910 waren es 970. 1930 hatte Nová Ves 996 Einwohner und bestand aus 198 Häusern. 1961 wurde der Ortsname zur besseren Unterscheidung der drei gleichnamigen Dorfer im Okres Kolín in Nová Ves I geändert. Beim Zensus von 2001 lebten in den 383 Häusern der Gemeinde 1067 Personen; davon 746 im Ortsteil Nová Ves I (256 Häuser) und 321 in Ohrada (127 Häuser).

## Gemeindegliederung
Die Gemeinde Nová Ves I besteht aus den Ortsteilen Nová Ves I (Neudorf) und Ohrada (Schönweid). Zu Nová Ves I gehören außerdem die Ansiedlungen Chaloupka, Klavary und Krakorec.

## Sehenswürdigkeiten
- Kirche des hl. Wenzel. Der Legende nach soll sie im Jahre 1068 gleich nach Amtsantritt durch den Bischof Jaromír-Gebehard in Anwesenheit seines Bruders, Herzog Vratislav II. geweiht worden sein. Wahrscheinlich entstand sie jedoch im 12. Jahrhundert. Von der ursprünglichen gotischen Kirche ist noch der quadratische Chor mit Kreuzgewölbe erhalten. 1835–36 ließ der Besitzer der Herrschaft Kolín, Wenzel Veith, die Kirche im Empirestil umbauen. 1866 erfolgte ein weiterer Umbau nach Plänen von Emil Prückner.
- Sandsteinstatue des hl. Johannes von Nepomuk, geschaffen 1854 von F. Hergesell
- Naturdenkmal Lom u Nové Vsi, ehemaliger Steinbruch
- Flussauen der Elbe mit abgeworfenen Mäandern und Auwäldern und -wiesen
- Hügel Bedřichov mit steinernem Obelisken und Aussichtsturm
- Mehrere Kreuze